# チェコ人
チェコ人（チェコじん、チェコ語: Češi）は、現在のチェコを中心に居住しているスラヴ系民族。西スラヴ語系のチェコ語話者である。

## 歴史
ケルト系民族ボイイ人と混血を繰り返し、現在の民族になった。7世紀始めに最初のスラヴ人国家サモ王国（623年-658年）を建国したが、まもなく滅亡した。921年ボヘミア公国が建国され、プシェミスル朝が繁栄したが、1278年にボヘミア公のオタカル2世がハプスブルク家のルドルフ1世によって討たれると、プシェミスル朝は衰退し、オタカルの孫ヴァーツラフ3世の代でプシェミスル朝が途絶えると、ドイツ系のルクセンブルク家のヨハンがボヘミア公となり、チェコ人王朝は消滅した。
1212年にはヨハンの子オットー4世の金印勅書により王国に昇格した。事実上神聖ローマ帝国内初の独立国家となる。13世紀後半、王国領は最大となり絶頂期となる。1356年の皇帝カール4世（ボヘミア王を兼ねた）による金印勅書により、ボヘミア王国は中欧における最高権威を獲得した。
しかし、14世紀以降は、ドイツ人支配はルクセンブルク家からハプスブルク家へと受け継がれる王朝のみにとどまらず、多数のドイツ人植民によってチェコ人は社会の下層へ追いやられていく。これに対するチェコ人たちの民族意識は徐々に高まっていった。15世紀と17世紀の、支配層ドイツ人に対する、プラハ窓外投擲事件に始まる宗教戦争はその典型とも言える。2度目の事件は、ヨーロッパを巻き込む最大の宗教戦争である三十年戦争を招来するが、チェコでは支配者ハプスブルク家に屈服し、従属を迫られた。ハプスブルク家の権威が低下した19世紀中庸に、オーストリア・ハンガリー帝国という事実上の連邦国家が成立する。また、ハプスブルク家の皇位継承者フランツ・フェルディナント大公の妻ゾフィー・ホテクがチェコ人であったために皇族の地位を得られなかった。第一次世界大戦後にハプスブルク帝国は分裂解体したものの、直後に東方のスロヴァキアと合同を組んだチェコスロヴァキアが誕生した。
なお、広義のチェコ人にはモラヴィア人を含んでいる。モラヴィア人は9世紀～10世紀に大モラヴィア王国を形成したスラヴ系民族であるが、元々チェコ人と同一と言うわけではなかった。しかしながら、大モラヴィア王国が滅んだ後は、ボヘミアのチェコ人と共に従属を強いられ、その過程で、大勢を占めるチェコ人に同化されたものと思われる。現代のモラヴィアのモラヴィア語は、チェコ語の方言の扱いとなっている。